# Papieska Komisja ds. Państwa Watykańskiego
Papieska Komisja ds. Państwa Watykańskiego (wł. Pontificia Commissione per lo Stato della Città del Vaticano) − dykasteria Kurii Rzymskiej będąca ciałem legislacyjnym Państwa Watykańskiego. Zgodnie z Prawami Fundamentalnymi Watykanu pełni w imieniu papieża, będącego Suwerenem Państwa Watykańskiego władzę ustawodawczą. Wszystkie wydane przez Komisję akty ustawodawcze trafiają do Sekretariatu Stanu, który przekazuje je papieżowi do zatwierdzenia. Następnie akty te publikowane są w Acta Apostolicae Sedis.

## Struktura
Na czele Komisji stoi Przewodniczący Papieskiej Komisji Państwa Watykańskiego, którym z urzędu jest Prezydent Gubernatoratu Państwa Miasta Watykańskiego, natomiast oprócz przewodniczącego w skład Komisji wchodzi sześciu kardynałów, mianowanych przez papieża na pięcioletnią kadencję. W razie nieobecności lub przeszkody uniemożliwiającej udział Przewodniczącego, Komisji przewodniczy pierwszy w precedencji kardynał. Przewodniczący zwołuje i prowadzi posiedzenia Komisji, a z głosem doradczym uczestniczą w nich Sekretarz Generalny i Zastępca Sekretarza Generalnego. Obecnie Sekretarzami generalnymi są abp Emilio Nappa i prof. Giuseppe Puglisi-Alibrandi.
Organem doradczym Komisji jest Rada Państwa – ciało, w skład którego wchodzi siedmiu członków. Przewodniczy im Radca Generalny.

## Przewodniczący Papieskiej Komisji Państwa Watykańskiego
- 1939–1961: kard. Nicola Canali
- 1961–1969: kard. Amleto Giovanni Cicognani
- 1969–1979: kard. Jean-Marie Villot
- 1979–1984: kard. Agostino Casaroli
- 1984–1990: kard. Sebastiano Baggio
- 1990–1997: kard. Rosalio José Castillo Lara SDB
- 1997–2006: kard. Edmund Szoka
- 2006–2011: kard. Giovanni Lajolo
  - od 2011 emerytowany przewodniczący
- 2011–2021: kard. Giuseppe Bertello
  - od 2021 emerytowany przewodniczący
- 2021–2025: kard. Fernando Vérgez Alzaga LC
  - od 2025 emerytowany przewodniczący
- od 2025: s. Raffaella Petrini FSE[1][2]

## Obecny zarząd komisji

### Przewodniczący
- s. Raffaella Petrini FSE[3] (od 1 III 2025[2])

### Członkowie
- kard. Leonardo Sandri (od 2008)
- kard. Kevin Farrell LC (od 2018)
- kard. Stanisław Ryłko (od 11 VIII 2018)
- kard. Giuseppe Petrocchi (od 22 IX 2018)
- kard. Mauro Gambetti OFMConv (od 4 XI 2021)
- kard. Arthur Roche (od 25 II 2023)
- kard. Robert Prevost OSA (od 4 X 2023)
- kard. Claudio Gugerotti (od 4 X 2023)
- kard. Lazarus You Heung-sik (od 11 IV 2024)

### Radcy
- Radca generalny: prof. Vincenzo Buonomo (od 1 VIII 2023)
- prof. Antonio Rizzi
- s. Alessandra Smerilli FMA